# 2-й армійський корпус (США)
2-й армійський корпус (США) (англ. II Corps (United States) — військове об'єднання, армійський корпус у складі армії США. Брав активну участь у боях Першої та Другої світових війн. У ході Першої світової війни корпус бився на Західному фронті, бої за Альбер, у другій битві на Соммі. За часів Другої світової — у Північній Африці та в Італії.

## Історія

### Перша світова війна
2-й армійський корпус був активований 24 лютого 1918 року на території Франції у складі Американських експедиційних сил, що прибули на Західний фронт.
У серпні 1918 року формування корпусу вперше взяли участь в бойових діях під час так званого Стоденного наступу союзних військ, що призвели до краху Західного фронту та надалі до капітуляції Німецької імперії. Американські війська билися в підпорядкуванні 3-ї британської армії генерала сера Д. Бінга.
З 21 до 23 серпня вони змагалися разом з Австралійським корпусом у боях за Альберт, у ході другої битви на Соммі. Під ударами союзних військ 2-га німецька армія генерала кавалерії Г. фон дер Марвица відступила на 80 км від лінії фронту. Британські та американські війська увійшли до Аррасу.
29 серпня під тиском новозеландської дивізії та інших формувань IV британського корпусу німці відступили з Бапома, що дозволило австралійським корпусам 1-й корпус АНЗАК та 2-й корпус АНЗАК)) подолати Сомму та прорвати оборону кайзерівської армії. 31 серпня американські підрозділи вступили в битву за гору Мон Сен-Квентін.
Наприкінці вересня 1918 року 2-й корпус мав у своєму складі дві дивізії армійської Національної гвардії (27-му та 30-ту піхотні дивізії), підрозділи артилерії та був приданий Австралійським корпусам, що організаційно входив до 4-ї британської армії генерала Г. Роулінсона. У боях за канал Сен-Квентін, дивізії корпусу зазнали важких втрат. Після завершення війни формування армійського корпусу повернулись до Америки, де 1 лютого 1919 року об'єднання було розформовано.

### Інтербелум
29 липня 1921 року 2-й корпус був реактивований на підставі Акту про національну оборону 1921 року і включений до складу сил Національної гвардії країни. 15 серпня 1927 року його повернули до Регулярної армії Сполучених Штатів, а 1 серпня 1940 року в контексті підготовки до війни, корпус знову відновили у Форт Джей, штат Нью-Йорк.

### Друга світова війна
У червні 1942 року, через шість місяців після нападу Японії на Перл-Гарбор та вступ США до війни, 2-й армійський корпус під командуванням генерал-майора М.Кларка передислокували до Англії. У листопаді 1942 року, об'єднання, яким вже керував генерал-майор Л. Фредендалль, взяло участь у висадці морського десанту в Орані за планом операції «Смолоскип». Американські війська успішно розпочали кампанію у Французькій Північній Африці, й здобули декілька перемог над німецькими та італійськими військами в Туніській кампанії. Однак, у лютому 1943 року в битвах за Сіді-Бузід й особливо у боях за перевал Кассерін підлеглі генерала Л. Фредендалля зазнали серйозної поразки від загартованих танкових військ генерала Г.-Ю. фон Арніма. Американці програли битви через свій слабкий бойовий досвід та практику дії на полі бою, незадовільне керівництво з боку командування корпусу, в особливості її командира, та низку інших чинників, що призвели до поразки.
У березні 1943 року, після заміни командира корпусу на генерал-майора Дж. Паттона, 2-й армійський корпус відновив свій бойовий потенціал, і головне надбав впевненість у своїх силах, що було яскраво продемонстровано у решті битв у Тунісі. Першою такою битвою стала битва біля Ель-Гуттар, де американські війська діючи на південному фланзі британської 1-ї армії, звели на нічию першу серйозну битву проти німецько-італійської групи армії «Африка» генерал-фельдмаршала Е. Роммеля. Надалі об'єднання билося на півдні Африки, знищуючи рештки військ противника до їхньої повної капітуляції у травні 1943 року.
10 липня 1943 року, 2-й армійський корпус 7-ї американської армії, діючи під проводом генерал-майора О. Бредлі, брав активну участь у морській десантній операції з висадки союзників на узбережжя італійського острова Сицилія. На долю корпусу, який складався з формувань 1-ї, 3-ї, 9-ї та 45-ї піхотних дивізій, припала значна роль у визволенні за 38 діб західної частини острову й розгромі сил противника, що протистояли.
У листопаді 1943 року 2-й армійський корпус під командуванням генерала Дж. Кіза увійшов до складу 5-ї американської армії, в підпорядкуванні якої змагався до кінця війни. Війська об'єднання залучались до проведення низки військових операцій у гірських регіонах Італії. Наприкінці 1943 року до його складу увійшли 3-тя та 36-та піхотні дивізії.
Останніми днями січня 1944 року 2-й корпус з 1-ю бронетанковою дивізією активно діяли в битві на річки Рапідо, складовій першої битви за Монте-Кассіно. Метою операції було відволікання частки сил німецького вермахту від висадки морського десанту в бухті Анціо. В цих боях 36-та дивізія зазнала великих втрат.
У травні 1944 року корпус бився в четвертій, останній битві за Монте-Кассіно. На цей час він мав 85-ту та 88-му піхотні дивізії. В боях за прорив німецьких укріплень на Готичній лінії до складу корпусу входили 34-та, 88-ма та 91-ша піхотні дивізії. Американські війська билися до травня 1945 року на західній стороні Апеннінського півострова, просуваючись на північ Італії на правому фланзі 5-ї армії. Корпус завершив війну у травні 1945 року боями під Міланом, Комо, Брешія, Наго-Торболе в Північній Італії, розгромивши рештки 14-ї німецької армії генерала танкових військ Й. Лемелсена.
10 жовтня 1945 року 2-й армійський корпус був деактивований на території Австрії, де виконував окупаційні функції до повного роззброєння німецького вермахту.

### Холодна війна
У березні 1958 року 2-й армійський корпус був знову відновлений на базі Кемп-Кілмер у штаті Нью-Джерсі й увійшов до Резерву Армії. На корпус покладалися завдання керівництва усіма військовими частинами, відповідальними за оборону Північно-Східних США. 5 червня 1970 року об'єднання розформовано у Форт Вадсворті, штат Нью-Йорк.

## Командування

### Командири
- генерал-майор Ллойд Фредендалль (15 липня 1941 — 14 червня 1942);
- генерал-майор Марк Вейн Кларк (1 липня — 9 жовтня 1942);
- генерал-майор Ллойд Фредендалль (10 жовтня 1942 — 5 березня 1943);
- генерал-майор, з 15 квітня 1943 року генерал-лейтенант Джордж Сміт Паттон (5 березня — 16 квітня 1943);
- генерал-майор Джон Портер Лукас (9 — 18 вересня 1943);
- генерал-майор, з 16 квітня 1945 року генерал-лейтенант Джофрі Кіз (19 вересня 1943 — 10 жовтня 1945).